# Media Control Charts
Media Control Charts je oficiální hitparáda v Německu, která je vytvářena a publikována firmou Media Control GfK International v zastoupení Bundesverband der phonographischen Wirtschaft (Národní asociací fonografického průmyslu). Media Control GfK International poskytuje týdenní aktualizované žebříčky Top-100 single/album, Compilation, Jazz Top-30, Classic Top-20, Schlager Longplay Top-20, Music-DVD Top-20 a the official-Dance (ODC) Top-50 hitparády.
První hitparáda v Německu vznikla na konci roku 1953.

## Hitparády Media Control Charts
- Top100 Singles
- Top100 Albums
- Top-50 ODC (oficiální dance hitparáda)
- Classic Top-20 Charts
- Jazz Top-30 Charts
- Compilation Charts
- Schlager TOP-20 Longplay-Charts
- Music DVD Top-20 Charts
- TOP-5 New Entries per SMS